# Flugunfall der Pacific Coastal Airlines im Fish Egg Inlet
Der Flugunfall der Pacific Coastal Airlines im Fish Egg Inlet ereignete sich am 17. September 1994 auf einem Inlandslinienflug der Pacific Coastal Airlines innerhalb der kanadischen Provinz British Columbia. Kurz nach dem Start vom Fish Egg Inlet verunglückte dabei eine mit Schwimmkufen ausgerüstete De Havilland Canada DHC-6 Twin Otter 100 aufgrund eines mechanischen Versagens. Durch den Unfall wurden alle drei Insassen der Maschine getötet.

## Maschine
Die verunglückte Maschine war eine 1967 gebaute De Havilland Canada DHC-6-100 Twin Otter mit der Werknummer 36. Das Rollout der Twin Otter erfolgte am 8. Februar 1967. Der Erstflug der Maschine erfolgte am 18. März 1967 vom Flughafen Toronto/Downsview mit dem Testkennzeichen CF-DMR-X. Am 18. Juni 1967 wurde die Maschine mit dem Luftfahrzeugkennzeichen CF-DMR an die Regierung des Territoriums Neufundland und Labrador übergeben, bei dem die Maschine zunächst mit einem gewöhnlichen Fahrwerk und später mit Schwimmkufen ausgerüstet war. Im Mai 1973 übernahm Calm Air die Maschine mit Fahrwerk und meldete sie im Oktober 1973 auf das neue Kennzeichen C-FDMR um. Im August 1976 ging die Maschine an die Niapwin Air Services. Am 3. April 1977 ereignete sich mit der Maschine ein Unfall, als sie im Landeanflug auf den Ennadai-See gegen eine Schneebank prallte. Die Maschine wurde zwar erheblich beschädigt, jedoch blieben der an Bord anwesentliche Pilot und die drei Passagiere unverletzt. Die Maschine wurde repariert und nahm wieder den Betrieb auf. Im August 1979 wurde die Maschine an die Great Shield Air Services aus La Ronge, Saskatchewan verkauft und nahm bei dieser den Betrieb auf. Am 14. März 1980 wurde die Maschine am Helmer Lake in British Columbia erneut beschädigt, als sie gegen eine Schneebank prallte. Abermals wurde die Twin Otter repariert und wieder in Betrieb genommen. Am 27. Mai 1982 wurde die Maschine auf die Kimba Air Services aus Calgary, Alberta zugelassen. Im Dezember 1982 verleaste die Fluggesellschaft die Maschine an die La Ronge Aviation. Im Januar 1983 kehrte die Maschine in die Flotte der Kimba Air Services zurück und wurde im Februar 1983 an die Nipawin Air Services verleast, ehe sie zum 25. März 1985 wieder in die Flotte der Leasinggeberin zurückkehrte. Im Juni 1985 verleaste die Kimba Air Services die Maschine an Aero North aus Stony Rapids, Saskatchewan, ab dem 3. Dezember 1987 an Athabasca Industries Ltd. Im selben Monat kehrte die Maschine wieder in die Flotte der  Kimba Air Services zurück. Am 12. Januar 1989 verleaste diese die Maschine an die Kelner Airways, welche die Twin Otter in Frachtkonfiguration betrieb. Am 11. Oktober 1989 übernahm Rocky Mountain Aicraft die Maschine und verleaste sie ab dem 9. November 1989 an Sabourin Lake Airways. Am 28. Mai 1994 wurde die Maschine an Ashe Aircraft Enterprises als neue Leasinggeberin übergeben. Am 12. Juni 1994 wurde die Maschine an die Pacific Coastal Airlines verkauft und auf diese zugelassen. Das zweimotorige Zubringerflugzeug in Schwimmerflugzeugkonfiguration mit STOL-Eigenschaften war mit zwei Turboproptriebwerken des Typs Pratt & Whitney Canada PT6A-20 ausgestattet.

## Insassen
Den Flug vom Fish Egg Inlet nach Pruth Bay innerhalb der Provinz British Columbia hatten zwei Passagiere angetreten. Es befand sich eine zweiköpfige Besatzung an Bord der Maschine, bestehend aus einem Flugkapitän und einem Ersten Offizier. Der 42-jährige Flugkapitän verfügte über 11.725 Stunden Flugerfahrung, wovon er 4.000 Stunden im Cockpit der de Havilland Canada DHC-6 Twin Otter absolviert hatte. Der 29-jährige Erste Offizier verfügte über 2.500 Stunden Flugerfahrung, davon war er 150 Stunden mit der de Havilland Canada DHC-6 Twin Otter geflogen. Auf dem Regionalflug waren keine Flugbegleiter vorgesehen.

## Unfallhergang
Der Kapitän, der Erste Offizier und zwei Passagiere starteten vom Holzfällerlager Fish Egg Inlet, einer Bucht östlich des vorgelagerten Calvert Island an der zentralen Küste der Provinz, zu einem 16-Seemeilen-Flug nach Sichtflugregeln (VFR) nach Pruth Bay. Dies war die zweite Etappe eines Fluges, der in Port Hardy gestartet war. Der Erste Offizier, der auf dem linken Pilotensitz saß und die Steuerung übernahm, fuhr das Flugzeug ein kurzes Stück vom Dock weg und führte dann den Startlauf durch. Der Kapitän saß im rechten Pilotensitz. Als das Flugzeug eine Höhe von 100 Fuß erreichte und die Auftriebshilfen gerade eingefahren wurden, nickte das Flugzeug gewaltsam und es kam zum Strömungsabriss. Den Piloten gelang es nicht, die Kontrolle über das Flugzeug wiederzugewinnen, es stürzte etwa 100 Fuß vom Ufer entfernt ins Wasser und sank sofort.
Der Kapitän, der bei dem Unfall schwere Verletzungen erlitten hatte, konnte aus dem Wrack entkommen und schwamm an Land. Der Erste Offizier und die beiden Passagiere blieben im Flugzeug und ertranken. Als das Flugzeug nicht in Pruth Bay ankam, benachrichtigten Mitarbeiter von Pacific Coastal Airlines die Rettungsleitstelle und begannen mit der eigenen Suche nach der vermissten Maschine. Ein Pilot des Suchtrupps entdeckte an diesem Tag gegen 14:30 Uhr pazifischer Sommerzeit (PDT) Trümmer im Wasser in der Nähe des Holzfällerlagers. Nachdem er gelandet war, um die Stelle näher zu inspizieren, entdeckte er den Kapitän am Ufer in der Nähe und brachte ihn in das Krankenhaus von Port Hardy.

## Ursache
Die Unfalluntersuchung wurde durch fehlende Flugschreiber und den Umstand, dass es außer dem Flugzeugkapitän keine weiteren Zeugen des Unfalls gab, erschwert. Letztlich konnten die Ermittler feststellen, dass das Steuerkabel des Höhenruders aufgrund von Korrosion versagt hatte, wodurch der Pilot die Kontrolle über das Flugzeug verlor. Die Korrosion war vom Wartungspersonal bei vorangegangenen Inspektion des Flugzeugs nicht festgestellt worden.